# Eparchia di Serdobsk

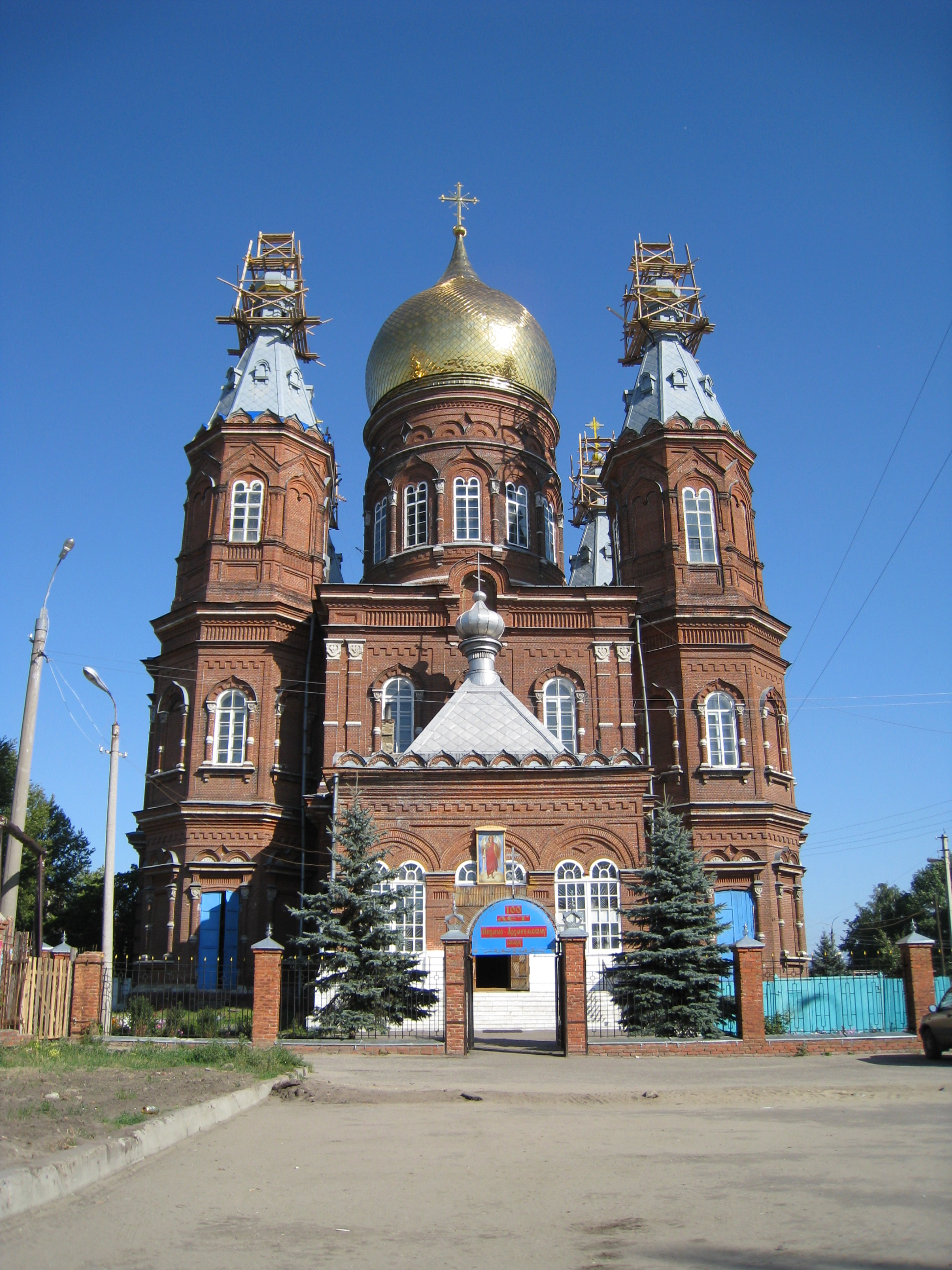
La cattedrale di San Michele Arcangelo di Serdobsk.

L'eparchia di Serdobsk (in russo Сердобская епархия?) è una diocesi della Chiesa ortodossa russa, appartenente alla metropolia di Penza.

## Territorio
L'eparchia comprende i rajon Bašmakovskij, Bekovskij, Belinskij, Vadinskij, Zemetčinskij, Kolyšlejskij, Maloserdobinskij, Narovčatskij, Pačelmskij, Serdobskij, Spasskij e Tamalinskij nell'oblast' di Penza.
Sede eparchiale è la città di Serdobsk, dove si trova la cattedrale di San Michele Arcangelo.
L'eparca ha il titolo ufficiale di «eparca di Serdobsk e Spassk».

## Storia
L'eparchia è stata eretta dal Santo Sinodo della Chiesa ortodossa russa il 26 luglio 2012 ricavandone il territorio dall'eparchia di Penza, e contestualmente è entrata a far parte della metropolia di Penza.